# 2423 Ibarruri
2423 Ibarruri је Марсов тројански астероид чија средња удаљеност од Сунца износи 2,188 астрономских јединица (АЈ).
Апсолутна магнитуда астероида је 13,2.